# Turning Tables
Singles de Adele
Rumour Has It
(2011) Skyfall
(2012)
Pistes de 21
Rumour Has It
(2) Don't You Remember
(4)
Turning Tables est une chanson de la chanteuse britannique Adele, extraite de son deuxième album studio 21 sorti en 2011. La chanson a été écrite par Adele, Ryan Tedder et produite par Jim Abbiss. Turning Tables entre à la 63e place du Billboard Hot 100 et à la 60e du Canadian Hot 100 après que l'actrice Gwyneth Paltrow chante cette chanson sur la série télévisée Glee. Le single arrive 73e en Australie et 62e au Royaume-Uni, dans le UK Singles Chart. En Italie, Turning Tables est choisi comme quatrième single extrait de 21 et sort en décembre 2011.

## Crédits et personnels
- Chant : Adele
- Écriture : Adele et Ryan Tedder
- Réalisation : Jim Abbiss

## Classements et certifications

### Classement par pays
| Classement (2011)               | Meilleure position |
| ------------------------------- | ------------------ |
| Australie (ARIA)                | 73                 |
| Canada (Canadian Hot 100)       | 60                 |
| États-Unis (Billboard Hot 100)  | 63                 |
| Royaume-Uni (UK Singles Chart)  | 62                 |
| Classement (2012)               | Meilleure position |
| Belgique (Flandre Ultratip 100) | 6                  |
| Belgique (Wallonie Ultratip 50) | 10                 |
| Italie (FIMI)                   | 9                  |
| Pays-Bas (Nederlandse Top 40)   | 19                 |
| Pays-Bas (Single Top 100)       | 62                 |

### Certifications
| Pays            | Certifications | Ventes  |
| --------------- | -------------- | ------- |
| États-Unis RIAA | Or             | 500 000 |